# Górnik Łęczna
Górnik Łęczna ist ein aus der Stadt Łęczna im Osten Polens stammender Fußballverein, der seit dem 1. Januar 2007 in Form einer Aktiengesellschaft besteht.
Die traditionellen Teamfarben sind grün und schwarz. Seine Heimspiele trägt der Verein im Górnik-Łęczna-Stadion aus, welches 7.200 Zuschauern Platz bietet.

## Geschichte
Der Verein wurde offiziell am 20. Juli 1979 unter dem Namen Górniczy Klub Sportowy Górnik Łęczna gegründet. In der Saison 2002/03 stieg man nach einem Relegationsspiel gegen Zagłębie Lubin als drittbeste Mannschaft der zweiten polnischen Liga in die Ekstraklasa auf und erreichte auf Anhieb im Spieljahr 2003/04 den 8. Tabellenplatz. Am 1. Januar 2007 wurde die Fußballabteilung der Männer aus dem Verein ausgegliedert und in eine Aktiengesellschaft umgewandelt. Am Ende der Saison 2006/07 musste Górnik Łęczna aufgrund einer Verwicklung in eine Korruptionsaffäre in die dritte Liga zwangsabsteigen. Jedoch schaffte der Verein den sofortigen Wiederaufstieg, sodass man ab der Saison 2008/09 wieder in der zweiten polnischen Liga spielte. Am 18. Februar 2011 wurde der Klub umbenannt in Górniczy Klub Sportowy Bogdanka Łęczna SA und trug somit ab diesem Zeitpunkt den Namen des Hauptsponsors Bogdanka. Im Juli 2011 versammelten sich in Łęczna Anhänger des Vereins, die mit der Umbenennung unzufrieden waren und sich nicht mehr mit dem Verein identifizieren konnten. Sie gründeten einen neuen Verein unter dem Namen GKS Górnik 1979 Łęczna, um somit den alten Vereinsnamen wiederzubeleben. Der Verein spielt zurzeit in der Klasa B, der neunthöchsten polnischen Spielklasse. Am 23. Juli 2013 gab der Verein bekannt, wieder zum alten Klubnamen Górniczy Klub Sportowy Górnik Łęczna SA zurückzukehren und in Zukunft eng mit dem von den Fans gegründeten Verein GKS Górnik 1979 Łęczna zusammenzuarbeiten.
Zur Saison 2016/17 zog man vorübergehend in die moderne Arena Lublin mit 15.500 Plätzen um. Trainer des Vereins war seit dem 15. Dezember 2016 der ehemalige polnische Fußballnationaltrainer Franciszek Smuda, der nach der Saison zu Widzew Łódź wechselte. Nach 3 Jahren Ekstraklasazugehörigkeit stieg der Verein am Ende der Saison 2016/17 in die zweite Liga ab. 2018 folgte der Sturz in die Drittklassigkeit, aus der man zwei Jahre später wieder aufsteigen konnte. 2021 schaffte Górnik den erneuten Aufstieg in die Ekstraklasa, stieg in der anschließenden Saison 2021/22 jedoch als Tabellenletzter direkt wieder ab.

## Vereinserfolge
- 7. Platz in der Ekstraklasa (2004/05)
- Viertelfinaleinzug im polnischen Pokal (2000/01)
- Halbfinaleinzug im Puchar Ekstraklasy (2006/07)

## Spieler
- Paweł Bugała (1996–2004, 2008–2009, 2011)
- Grzegorz Bronowicki (1997–2006, 2009–2010)
- Piotr Cetnarowicz (1998–2001, 2001–2002, 2002–2003)
- Sebastian Szałachowski (2000–2003, 2004–2005, 2012–2015)
- Przemysław Kaźmierczak (2002, 2014–2015)
- Rafał Grzyb (2006–2007)
- Tomasz Nowak (2011, 2013–2016)
- Shpëtim Hasani (2014–2015)
- Jakub Świerczok (2015–2016)

## Frauenfußball
Seit der Saison 2003/04 nimmt auch die Fußballabteilung der Frauen am Spielbetrieb des PZPN teil. 2010 stieg die Mannschaft erstmals in die höchste Spielklasse der Frauen, der Ekstraliga Kobiet, auf. Mit Platz 5 wurde die Klasse gehalten und in den folgenden Spielzeiten folgten jeweils drei dritte und zweite Plätze. Von 2018 bis 2020 gelangen der Mannschaft die ersten drei Meisterschaften der Vereinsgeschichte; 2021 wurde die Saison als Drittplatzierter abgeschlossen (Stand: 1. Juli 2021).